# Croton muricatus
Espèce
Classification APG III (2009)
Croton muricatus est une espèce de plantes à fleurs du genre Croton et de la famille des Euphorbiaceae présente au nord-ouest de Madagascar.

## Synonymes
- Oxydectes muricata (Vahl) Kuntze
- Anisophyllum acutifolium Boivin ex Baill.
- Croton glandulosus Blanco (nom illégitime)

## Remarque
Croton muricatus Vahl ne doit pas être confondue avec :
- Croton muricatus Bojer, nom illégitime synonyme de Croton fothergillifolius Baill.
- Croton muricatus Nutt., nom illégitime synonyme de Croton texensis (Klotzsch) Müll.Arg
- Croton muricatus Blanco, nom illégitime synonyme de Croton tiglium L.